# Mastocitosi
Per  mastocitosi  in campo medico, si intende un insieme di manifestazioni dove si riscontra un eccessivo accumulo di mastociti in uno o più determinati organi.
È un disordine eterogeneo conseguente ad un disordine proliferativo clonale delle mastcellule. Nei bambini i sintomi si limitano al rash cutaneo, che viene trattato solo sintomaticamente e che può risolversi spontaneamente nella pubertà. Negli adulti invece, la sintomatologia può variare da un minimo rash controllabile con semplici antistaminici ad un pattern molto aggressivo e persistente. Analisi genetiche hanno mostrato che, in buona parte dei casi, esiste una mutazione a carico del recettore tirosin chinasico con c-KIT presente nei precursori midollari.

## Epidemiologia
Le forme sono di manifestazione rare, non mostrano distinzioni in fatto di età e di sesso.

## Tipologia
Le varie forme sono state classificate più volte nel corso degli ultimi anni:
- Mastocitosi localizzata, che può essere focale oppure generalizzata (in tal caso si assiste all'orticaria pigmentosa)[4]
- Mastocitosi sistemica, nelle sue tre forme: non dolente, a carattere maligno o progressiva, può comportare la nascita della leucemia,[5] o della sindrome mielodisplasica[6]

## Sintomatologia
I pazienti affetti da tali malattie possono mostrare anafilassi. e presentano spesso delle lesioni maculari di colore brunastro non desquamative, che nelle aree di attrito tendono ad essere pruriginose.

## Esami
Per un corretto esame diagnostico occorre la biopsia del midollo osseo.

## Trattamento
La terapia delle varie forme di mastocitosi è basato in prima istanza sul controllo dei sintomi legati alla secrezione dei mediatori chimici da parte dei mastociti. Il trattamento dei pazienti affetti da mastocitosi cutanea o sistemica, infatti, comprende alcuni provvedimenti di carattere generale che vanno sempre attuati sia nei pazienti in età pediatrica che negli adulti. In particolare, bisogna evitare i fattori scatenanti (stimoli meccanici, stress fisici e/o emotivi, alcuni tipi di farmaci e alimenti, assunzione di alcool) che possono indurre la liberazione di mediatori chimici da parte dei mastociti. La terapia medica con i farmaci anti-mediatori (antistaminici anti-H1 ed anti-H2, ketotifene, sodio cromoglicato) è efficace nel controllare i sintomi nella maggior parte dei pazienti.
La terapia citostatica (interferone alfa, cladribina, inibitori delle tirosin chinasi), invece, viene effettuata solo nei pazienti con forme aggressive di mastocitosi.
Il trattamento consiste nella somministrazione di imatinib o ciproeptadina. Negli USA il Sodio cromoglicato è approvato come sintomatico per alleviare i sintomi gastrointestinali e altro.
Nel 2009, uno studio terapeutico su 108 pazienti alla Mayo Clinic di Rochester, USA, ha dimostrato che l'interferone alfa e la cladribina sono farmaci molto attivi nella maggior parte dei pazienti trattati.
Dato che la mutazione KIT D816V porta all'attivazione persistente della chinasi mitogenica mTOR, un gruppo di ricerca ha pensato di trattare un gruppo di pazienti affetti con  l'inibitore RAD001 (everolimus) della chinasi mTOR. I risultati sono stati deludenti tanto da indurre l'abbandono per ulteriori tentativi.

## Prognosi
Dipende dalla forma, ad esempio la forma sistemica maligna ha la prognosi più infausta: il decesso avviene di norma entro due anni dalla trasformazione nella forma aggressiva.